# Эрик (имя)
Эрик — составное скандинавское или северогерманское имя, означает самый могущественный или первый среди могущественных. Именины приходятся на 15 мая — день Святого Эрика.

## Варианты имени
Норвежский вариант имени - Эйрик. Иногда вариантом имени называют Фредерик, образованный добавлением части  Fried-, означающей мир, защита, однако обычно имя Фредерик считается шведским вариантом немецкого имени Фридрих.

## Распространение
Эрик — самое распространённое шведское имя, всегда бывшее популярным. День Святого Эрика или месса Святого Эрика — важный день в народном календаре, считалось, что если рожь к этому дню пойдет в колос, то к мессе Святого Олафа 29 июля можно будет испечь первый хлеб (в другом варианте - начать жатву).

## История и значение
Имя известно по руническим надписям (всегда в написании airikʀ). Подобное написание можно было бы истолковать подобно аналогичным составном именам, например Элоф (ailaifʀ), где первая часть может обозначать любое из спектра древнескандинавских значений от *aiwa- (всегда), *aina- (один, одинокий), *awiō- (остров) или *auja- (удача, дар приносить удачу), а вторая — -leifr — означает наследник. Однако шведскими рунологами было замечено, что такое положение для r после гласной и перед i требует палатализации, а значит требует написания через ʀ, как в имени Рюрик (в различных вариантах ryʀ:iks (Sö 47), hruʀikʀ (Ög 153), þruʀikr (Sö 163) или þ[ur]ʀikʀ (Sö 211). Это оставляет единственный вариант толкования первой части имени от древнескандинавского *aina- (один, одинокий), поскольку тогда r передшествовал n, ein-. На сегодняшний день это основная точка зрения.
Вторая часть имени -rik такая же, как и в имени Рюрик  и означает могущественный, знатный, богатый.
Имя является династическим для шведского правящего дома. Причем если сперва детей, особенно первенцев, которых предназначали в наследники, называли по дедушке (или по отцу, если отец к моменту рождения ребёнка уже умер), и имена в династии чередовались, то со временем отец стал при жизни называть детей в честь самого себя, так Эрик Добрый назвал одного из своих сыновей, будущего Эрика II.